# Wiesbaden Hauptbahnhof
Wiesbaden Hauptbahnhof, zkráceně Wiesbaden Hbf, je hlavní nádraží ve Wiesbadenu, s průměrným počtem cestujících
41 000 osob denně. Provozuje jej dceřiná společnost největší železniční společnosti v Německu Deutsche Bahn – DB InfraGO, která spravuje více než 5 000 stanic německé železniční sítě. Wiesbaden hlavní nádraží bylo otevřeno dne 15. listopad 1888, po dvou letech výstavby. Stávající hlavní nádraží je umístěno asi 1 km severně od prvních tří železničních stanic: Taunusbahnhof (1840), Rheinbahnhof (1857), Ludwigsbahnhof (1879). Postaveno bylo podle návrhu architekta Fritz Klingholz z roku 1904. Části železniční stanice pocházející z roku 1906 byly postaveny v neobaroko stylu.